# Maximiliano Bajter
Maximiliano Bajter Ugollini (Montevideo, Uruguay, 1 de marzo de 1986) es un futbolista uruguayo. Actualmente se encuentra en Villa Teresa de la segunda division de Uruguay

## Clubes
| Equipo            | País     | Temporada   | Partidos | Goles |
| ----------------- | -------- | ----------- | -------- | ----- |
| Peñarol           | Uruguay  | 2004 - 2010 | 10       | 2     |
| Fénix             | Uruguay  | 2010 - 2011 | 24       | 4     |
| SK Brann          | Noruega  | 2011        | 10       | 0     |
| Fénix             | Uruguay  | 2012        | 19       | 0     |
| Unión La Calera   | Chile    | 2013        | 15       | 5     |
| Tiburones Rojos   | México   | 2014        | 10       | 0     |
| The Strongest     | Bolivia  | 2014 - 2015 | 30       | 6     |
| Unión La Calera   | Chile    | 2015 - 2016 | 23       | 2     |
| Deportivo Pereira | Colombia | 2016 - 2017 | 19       | 0     |
| Liverpool         | Uruguay  | 2017 - 2019 | 44       | 4     |
| Rangers           | Chile    | 2019 - Act. | 4        | 0     |

Actualizado al 18 de octubre de 2019

## Palmarés

### Torneos nacionales
| Título              | Club      | País    | Año  |
| ------------------- | --------- | ------- | ---- |
| Torneo Clausura     | Peñarol   | Uruguay | 2008 |
| Torneo Clausura     | Peñarol   | Uruguay | 2010 |
| Campeonato Uruguayo | Peñarol   | Uruguay | 2010 |
| Torneo Intermedio   | Liverpool | Uruguay | 2019 |